# Trupielec
Trupielec (476 m) – szczyt w Paśmie Glichowca. Wznosi się nad miejscowościami Zasań i Brzezowa (Burletka). Jest najdalej na zachód wysuniętym szczytem tego pasma. W zachodnim kierunku długi grzbiet Trupielca opada do rzeki Trzemeśnianka, a w jego zakończeniu znajdują się Mazurowe Skały. We wschodnim kierunku Trupielec sąsiaduje z Ostryszem (507 m), następnym szczytem Pasma Glichowca.
Trupielec przez miejscową ludność nazywany jest Trupiarką. Nazwa szczytu związana jest z wydarzeniami z XVII wieku – na jego zboczach doszło do niewielkiej potyczki ze Szwedami. Niezagrzebane szczątki zabitych zwierzęta rozniosły po lesie. W miejscu tym, długo można było trafić na ludzkie kości. Na Trupielcu znajdują się również mogiły z VII-IX wieku. Zostały odkryte w 1934 roku. Prawdopodobnie są to kurhany ciałopalne. Jeden z nich znajduje się na samym szczycie Trupielca. Są trzy kurhany: jeden na szczycie, jeden 100 m pod szczytem i jeden u podnóża Trupielca. Kilkanaście mniej wyraźnych kurhanów znajduje się w rejonie skrzyżowania szlaku turystycznego z drogą łączącą Zasań i Kornatkę.
W dniach 1–5 grudnia 1914 roku rejon Trupielca był miejscem walk między wojskami rosyjskimi a austro-węgierskimi. Grzbiet Trupielca stał się silnie umocnionym punktem wojskowym bronionym przez Rosjan; do dziś pozostały tu rosyjskie okopy. Rosjanie wycofali się stąd, dopiero gdy Austriacy po bardzo zażartych walkach przebili się przez grzbiety Burletki i Zasani.
Trupielec i całe Pasmo Glichowca według Jerzego Kondrackiego należy do Pogórza Wiśnickiego. Z jego północnych stoków spływa potok Brzezówka, z okolic przełęczy pomiędzy Trupielcem a Ostryszem jeden z dopływów Zasanki.

## Szlak turystyczny
niebieski: Myślenice – Zarabie – Grodzisko – Trupielec – Ostrysz – Glichowiec – Poznachowice Górne. Czas przejścia 2:50 godz., 2:30 godz.